# Гофман, Вальтер
Вальтер Гофман (нем. Walter Hofmann, 1879—1952) — немецкий библиотековед, библиотечный деятель, искусствовед и педагог, доктор педагогических наук (1931).

## Биография
Родился в 1879 году. Учился и окончил народную школу в Дрездене, получив при этом профессию гравёра. Библиотекарем стал случайно — работал и публиковался в газетах. Решил создать бесплатную библиотеку и в 1906 году она распахнула свои двери в Плауэне, где он возглавлял её вплоть до 1913 года. В 1913 году был назначен на должность директора городской библиотеки в Лейпциге, данную должность он занимал до смерти.
Скончался в 1952 году.

## Научные работы
Основные научные работы посвящены библиотековедению.